# Рего, Андре
Андре Рего (фр. André Regaud; 14 февраля 1868, Лион — 12 января 1945, Париж) — французский стрелок, призёр летних Олимпийских игр.
Рего принял участие в трёх Олимпийских играх, и на первых из них в 1908 году в Лондоне соревновался в трёх дисциплинах. Он стал бронзовым призёров в командной стрельбе из малокалиберной винтовки, а также в стрельбе из пистолета занял 4-е и 10-е места среди команд и отдельных спортсменов.
На следующих летних Олимпийских играх 1912 в Стокгольме Рего вновь соревновался в трёх дисциплинах. В стрельбе из пистолета он стал 15-м, а в винтовочной стрельбе занял четвёртое место в стрельбе лёжа среди команд и 41-е, стреляя индивидуально из любой позиции.
Через восемь лет на летних Олимпийских играх 1920 в Антверпене Рего выступал только в командной стрельбе из пистолета. Он стал 5-м, стреляя из скоростного пистолета, и 6-м, стреляя из произвольного.
Рего также стал четырёхкратным серебряным и бронзовым призёром семи чемпионатов мира.